# 彩の国
彩の国（さいのくに）は、埼玉県が作成した愛称である。埼玉県のPRのキャッチフレーズであり、『彩の国さいたま』を省略したものとして使われる。

## 概要
「ダ埼玉」とまで言われた埼玉県のイメージアップを推進するために、土屋義彦県政下の1992年（平成4年）11月14日（埼玉県民の日）に公募により選定された。「彩」は、埼玉の多彩な魅力や大きな発展の可能性を表している。さらに、埼玉県は「彩の国」という愛称を用いることによって、埼玉県に対する親しみや愛着を高めることを目的として「彩の国キャンペーンマーク」を1993年（平成5年）11月14日に制定した。
埼玉県が関与する数多くのイベントで半ば定冠詞のように多用されているが、歴史的必然性のない一部の文字を語呂合わせにした造語であるため、「彩」の字をつけたこのネーミングは県内外に浸透することはなく、最近では地方競馬の浦和記念のように「彩の国」を外す動きが多い。
なお「彩の国」という愛称は、あくまでも埼玉県が使用する名称であり、さいたま市によるものではない。さいたま市内において「彩の国」という名称がついている公共機関は、すべて埼玉県による機関である。
他にも県道および県管理の補助国道（4・16・17・298号および各種高速道路以外の県内の各国道）の路線番号案内標識の下段に付属されている設置場所の住所（市町村名・字）を表示している補助板の左上や、これらの道路の交差点の交差点名標識左上（縦書きは右上）には「彩の国」と記載され、県内に相当数設置されている。

## 彩の国使用名称一覧
- 彩の国だより - 県の広報誌[2]。
- 彩の国さいたま芸術劇場 - さいたま市中央区にある舞台芸術施設。
  - 彩の国さいたま寄席～四季彩亭 - 彩の国さいたま芸術劇場で開催されている演芸公演。
  - 彩の国シェイクスピア・シリーズ - 彩の国さいたま芸術劇場で開催されている演劇公演。
- 彩の国ふれあい牧場 - 東秩父村にある埼玉県秩父高原牧場のうち、一般開放しているエリアの愛称・通称[3]。
- 彩の国くまがやドーム - 熊谷市の県営熊谷スポーツ文化公園内にある多目的室内運動場。
- 彩の国実業団駅伝大会 - 県内を南北に縦断して開催される東日本実業団対抗駅伝競走大会（男子）の愛称。かつては同時開催されていた東日本実業団対抗女子駅伝との総称として使用していた。なお、同時開催していた時代は大会を放送するTBSテレビの特番番組名の副題として「彩の国EKIDEN」を使用していた。
- 彩の国優良ブランド品 - 県と県物産観光協会によって優れた県産品を指定[4]。
- 彩の国黒豚 - イギリス系バークシャー種を原種とする県産黒豚[5]。
- 彩の国ロードサポート - 県管理道路の歩道部分について、清掃活動や花を植え・育てること等をボランティアで実施する団体を認定し、支援する制度およびその団体を指す名称[6]。
- 彩の国「新しい生活様式」安心宣言 - 2020年から蔓延している新型コロナウイルスの感染防止対策として、これまでの生活の様式から見直した「新しい生活様式」が必要として、感染拡大防止徹底のガイドラインを定めた。宣言した企業・団体を県が認定することで、県民がその施設等を安心して利用できる判断基準になる[7]。
- 彩の国あゝ埼玉[リンク切れ] - さいたまんぞうが歌う彩の国（埼玉県）を題材とした歌謡曲。

過去の使用例
- 彩の国まごころ国体 - 2004年に県内で開催された国体の愛称。
- 彩の国分権モデル市町村 - 県独自の権限委譲政策、現在は特別な名称ではなく「埼玉県の市町村に対する権限移譲」[8]などの形で案内されている。
  - 彩の国中核都市 - 中核市に準じた事務の移譲を中核市に満たない市に対して行っていた事業。
- 彩の国浦和記念 - 浦和競馬場の最大の重賞競走。2001年から2008年までこの名称で開催された。
- 彩の国スタジアム線 - 埼玉高速鉄道線の路線愛称。ただし実際にはほとんど定着せず、さらに2015年11月には、新たな愛称「埼玉スタジアム線」が決定したことに伴い、消滅した。

## 彩の国に由来して「彩」のみ採用した名称
- 彩甲斐街道 - 国道140号の県内区間に設定された道路愛称。雁坂トンネルが開通し、埼玉県と山梨県が車道で結ばれた記念に「彩の国」と「甲斐の国」が“再開”したという意味合いで命名された。
- 彩のかがやき・彩のきずな - 埼玉県農林総合研究センターで開発された、イネの品種[9][10]
- 南彩農業協同組合（JA南彩） - “南”とあるが、県南部ではなく、北東部方面を管轄とする農協。管轄地域が旧南埼玉郡（の中 - 北部方面）であることから、南埼玉郡→南埼→南彩の形で命名。
- 彩北広域清掃組合 - 県北部の行田市および鴻巣市の旧吹上町域におけるごみ処理等を行う一部事務組合。
- T.T彩たま - Tリーグに所属する卓球チームおよびその運営法人名。「T.Tさいたま」という名称案から、『さい』を「彩の国」の『彩』の字に置き換えて正式名称とした。
- 彩たまご - 熊谷市の松本米穀精麦株式会社が展開する、鶏卵ブランド[11]。
- 彩尊光 - 越谷市出身の大相撲力士。

### 過去の使用例
- 彩野 - かつてJR東日本が所有していたジョイフルトレインの1つ。「彩の国さいたま」と、栃木県の旧国名「下野国」から名付けられた。
- 東彩ガス - かつて存在した県東部を中心に営業する日本瓦斯系列の都市ガス会社。現在のエナジー宇宙[12]。